# Quirlsberg
Quirlsberg ist ein Ortsteil im Stadtteil Stadtmitte von Bergisch Gladbach. 

## Geschichte
Die Benennung der Siedlung Quirlsberg erfolgte in Anlehnung an den früheren Flur- und Siedlungsnamen Am Quirl, der erstmals für das Jahr 1582 urkundlich nachgewiesen ist. Quirlsberg ist im Kataster von 1869 im Bereich der heutigen Straße verzeichnet. Das Quirlsgut war eine relativ kleine Hofstelle, zu der in der Mitte des 18. Jahrhunderts lediglich ca. vier Morgen Grundbesitz gehörten. Die Schnabelsmühle trug ursprünglich den Namen Mühle zum Quirl bzw. Quirlsmühle, denn sie stand am Fuße des Quirlsbergs. Das Bestimmungswort Quirl leitet sich vom mittelhochdeutschen quil / qual bzw. dem althochdeutschen quella her und bezeichnet eine Quelle.
Aus Carl Friedrich von Wiebekings Charte des Herzogthums Berg 1789 geht hervor, dass die Ortslage zu dieser Zeit Teil der Honschaft Gladbach im gleichnamigen Kirchspiel war.
Unter der französischen Verwaltung zwischen 1806 und 1813 wurde das Amt Porz aufgelöst und Quirlsberg wurde politisch der Mairie Gladbach im Kanton Bensberg zugeordnet. 1816 wandelten die Preußen die Mairie zur Bürgermeisterei Gladbach im Kreis Mülheim am Rhein. Mit der Rheinischen Städteordnung wurde Gladbach 1856 Stadt, die dann 1863 den Zusatz Bergisch bekam.
Der Ort ist auf der Topographischen Aufnahme der Rheinlande von 1824 und ab der Preußischen Uraufnahme von 1840 auf Messtischblättern regelmäßig als Quirlsberg oder ohne Namen verzeichnet. 
| Jahr | Einwohner | Wohn- gebäude | Kategorie                                 | Bemerkung  |
| ---- | --------- | ------------- | ----------------------------------------- | ---------- |
| 1822 | 23        |               | Kirche, Pfarr- und Schulhaus              | Quirl gen. |
| 1830 | 38        |               | reformiertes Pastorat und Schulhaus       | Quirl gen. |
| 1845 | 8         |               | evangelische Kirche, Pfarrhaus und Schule | Quirl gen. |
| 1885 | 21        | 1             | Wohnplatz                                 |            |

In späteren Gemeindelexika ist Quirlsberg nicht mehr eigenständig aufgeführt.

## Wie es heute aussieht
1776 wurde am Fuß des Quirlsbergs die Evangelische Gnadenkirche gebaut. Sie ist einem karolingischen Oktogon als rechtmäßiges Achteck nachempfunden. Auf dem Quirlsberg steht der Wasserturm Bergisch Gladbach, der 1906 zur Wasserversorgung der Zanders Papierfabrik gebaut wurde.